# Lac Dibawah
Le lac Dibawa (Danau Dibawah en indonésien, Danau Dibaruah en minangkabau, littéralement « lac inférieur ») est un lac d'Indonésie, situé dans la province de Sumatra occidental, sur l'île de Sumatra. Il forme avec le lac Diatas un ensemble connu sous le nom local de Danau Kembar, les « lac jumeaux », en indonésien.